# NGC 7538
La nebulosa NGC 7538 está muy cerca de la Nebulosa de la Burbuja, famosa, las dos localizadas en la constelación de Cefeo. Está a 9100 años luz de la Tierra y está cerca de la mayor protoestrella que es aproximadamente 300 veces más grande que el Sistema Solar. Está localizada en el brazo de Perseo de la Vía Láctea. Tiene una región de estrellas activas con gran radiación infrarroja.

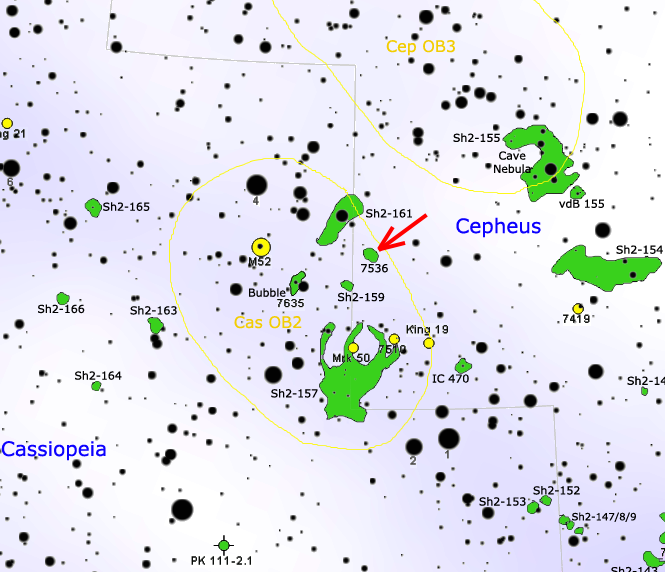
Mapa enseñando dónde se sitúa la nebulosa